# Magdalena Blažević
Magdalena Blažević (Žepče, 1982.), hrvatska književnica iz Bosne i Hercegovine.

## Životopis
Odrasla je u Žepču. Na Filozofskom fakultetu Sveučilišta u Mostaru diplomirala je hrvatski jezik i književnost i engleski jezik i književnost. Prvu zbirku priča objavila je 2020. godine pod nazivom Svetkovina. Dobitnica je Nagrade Ranko Marinović na 54. natječaju Večernjeg lista za kratku priču 2021. godine. Njen roman prvijenac U kasno ljeto nagrađen je književnom nagradom tportala za najbolji hrvatski roman.
Djela su joj prevođena na engleski, ruski i makedonski jezik.
Živi i radi u Mostaru.

## Djela
- Svetkovina, zbirka priča (2020.)
- U kasno ljeto, roman (2022.)
- Sezona berbe, roman (2023.)

## Vanjske poveznice
- Magdalena Blažević